# Hiéroglyphe égyptien R1
La table d'offrandes en hiéroglyphes égyptiens, est classifiée dans la section R « Mobilier cultuel et emblèmes sacrés » de la liste de Gardiner ; cet hiéroglyphe y est noté R1.

## Représentation
Il représente une table d'offrandes sur laquelle est disposé deux pains et une cruche. Il est translittéré ḫȝt.

## Utilisation
| x | xA | A | w&t | R1 | / | R1 |

| x | xA | A | w&t | R1 | / | R1 |